# Тамамбай
Тамамбай (каз. Тамамбай) — упразднённое село в Есильском районе Северо-Казахстанской области Казахстана. Входило в состав Бескудукского сельского округа. Исключено из учётных данных в 2024 году.
Код КАТО — 594237300.
В 2 км к югу от села находится озеро Коянды.

## Население
В 1999 году население села составляло 229 человек (113 мужчин и 116 женщин). По данным переписи 2009 года, в селе проживало 68 человек (38 мужчин и 30 женщин).